# Plaizac
Plaizac est une ancienne commune du Sud-Ouest de la France, située dans le département de la Charente, en région Nouvelle-Aquitaine, devenue le 1er janvier 2016 une commune déléguée au sein de la commune nouvelle de Rouillac, avec Sonneville.
Ses habitants sont les Plaizacais et les Plaizacoises.

## Géographie

### Localisation et accès
Plaizac est une commune de l'ouest de la Charente située à 5 km à l'ouest de Rouillac et 25 km au nord-ouest d'Angoulême.
Le bourg de Plaizac est aussi à 9 km au nord de Jarnac, 17 km au nord-est de Cognac.
Plaizac est la plus petite commune du canton de Rouillac. Le bourg est construit en bordure de la D 736 de Ruffec à Archiac entre Rouillac et Jarnac.
L'ancienne voie romaine de Saintes à Lyon, la voie d'Agrippa, appelée le chemin des Romains ou Chemin chaussé, traverse tout le nord de la commune et passe à 0,5 km du bourg.
La gare la plus proche est celle de Jarnac, desservie par des TER à destination d'Angoulême, Cognac, Saintes et Royan.

### Hameaux et lieux-dits
Le bourg contient à lui seul toute la population de la commune, car il n'y a pas un seul hameau.

### Communes limitrophes
|         | Mareuil | Rouillac      |
|         | Plaizac |               |
| Sigogne |         | Vaux-Rouillac |

### Géologie et relief
La commune occupe un plateau calcaire qui s'abaisse doucement vers l'ouest, et qui appartient au Portlandien (Jurassique supérieur). Quelques zones de grèzes sont situées au sud et à l'ouest,,.
Le sol pierreux se prête principalement à la culture de la vigne.
Le relief est assez vallonné, dû à quelques vallées sèches ou combes qui sillonnent le plateau d'est en ouest. La principale passe près du bourg et est empruntée par la route de Rouillac à Jarnac. Le point culminant de la commune est à une altitude de 123 m, situé sur la limite orientale à l'est du bourg. Le point le plus bas est à 62 m, situé sur la limite occidentale près de la route de Jarnac. Le bourg est à environ 85 m d'altitude.

### Hydrographie
Aucun cours d'eau ne traverse la commune.

### Climat
Comme dans les trois quarts sud et ouest du département, le climat est océanique aquitain.

## Toponymie
Les formes anciennes sont Plessaco, Pleyzaco. 
L'origine du nom de Plaizac remonterait à un nom de personne gallo-romain Platius ou Placidius auquel est apposé le suffixe -acum, ce qui correspondrait à Platiacum, « domaine de Platius »,,.

## Histoire
La voie d'Agrippa de Saintes à Lyon par Limoges traverse la commune d'ouest en est,.
Le phylloxéra a marqué l'exode d'une partie de la population à la fin du XIXe siècle. 
Au début du XXe siècle, la ressource principale agricole était avec les céréales l'élevage des chevaux. La commune était alors desservie par la petite ligne ferroviaire d'intérêt local à voie métrique des Chemins de fer économiques des Charentes allant de Rouillac à Jarnac.

## Politique et administration
| Période                                  | Période  | Identité          | Étiquette | Qualité                                                                           |
| ---------------------------------------- | -------- | ----------------- | --------- | --------------------------------------------------------------------------------- |
| Les données manquantes sont à compléter. |          |                   |           |                                                                                   |
| janvier 2016                             | En cours | Christian Vignaud | SE        | Agriculteur Président de la Communauté de Communes Réélu pour le mandat 2020-2026 |

| Période                                  | Période       | Identité          | Étiquette | Qualité                                            |
| ---------------------------------------- | ------------- | ----------------- | --------- | -------------------------------------------------- |
| Les données manquantes sont à compléter. |               |                   |           |                                                    |
| avant 1988                               | ?             | Pierre Faure      |           |                                                    |
| 1989                                     | décembre 2015 | Christian Vignaud | SE        | Agriculteur Président de la Communauté de Communes |

### Fiscalité
La fiscalité est d'un taux de 17,92 % sur le bâti, 54,06 % sur le non bâti, et 8,61 % pour la taxe d'habitation (chiffres 2007).
La communauté de communes de Rouillac prélève 10,80 % de taxe professionnelle.

## Population et société

### Démographie

#### Évolution démographique
L'évolution du nombre d'habitants est connue à travers les recensements de la population effectués dans la commune depuis 1793. À partir du 1er janvier 2009, les populations légales des communes sont publiées annuellement dans le cadre d'un recensement qui repose désormais sur une collecte d'information annuelle, concernant successivement tous les territoires communaux au cours d'une période de cinq ans. 
Pour les communes de moins de 10 000 habitants, une enquête de recensement portant sur toute la population est réalisée tous les cinq ans, les populations légales des années intermédiaires étant quant à elles estimées par interpolation ou extrapolation. Pour la commune, le premier recensement exhaustif entrant dans le cadre du nouveau dispositif a été réalisé en 2005,.
En 2013, la commune comptait 150 habitants, en évolution de −3,85 % par rapport à 2008 (Charente : +0,65 %, France hors Mayotte : +2,49 %).
| 1793 | 1800 | 1806 | 1821 | 1831 | 1841 | 1846 | 1851 | 1856 |
| ---- | ---- | ---- | ---- | ---- | ---- | ---- | ---- | ---- |
| 278  | 304  | 323  | 307  | 272  | 282  | 318  | 323  | 334  |

| 1861 | 1866 | 1872 | 1876 | 1881 | 1886 | 1891 | 1896 | 1901 |
| ---- | ---- | ---- | ---- | ---- | ---- | ---- | ---- | ---- |
| 340  | 328  | 318  | 310  | 245  | 236  | 220  | 220  | 196  |

| 1906 | 1911 | 1921 | 1926 | 1931 | 1936 | 1946 | 1954 | 1962 |
| ---- | ---- | ---- | ---- | ---- | ---- | ---- | ---- | ---- |
| 180  | 182  | 163  | 164  | 157  | 161  | 146  | 144  | 152  |

| 1968 | 1975 | 1982 | 1990 | 1999 | 2005 | 2010 | 2013 | - |
| ---- | ---- | ---- | ---- | ---- | ---- | ---- | ---- | - |
| 139  | 123  | 130  | 133  | 156  | 150  | 151  | 150  | - |

#### Pyramide des âges
| Hommes | Classe d’âge | Femmes |
| ------ | ------------ | ------ |
| 0,0    | 90 ans ou +  | 2,9    |
| 8,7    | 75 à 89 ans  | 11,4   |
| 8,7    | 60 à 74 ans  | 14,3   |
| 23,7   | 45 à 59 ans  | 25,7   |
| 21,3   | 30 à 44 ans  | 17,1   |
| 15,0   | 15 à 29 ans  | 11,4   |
| 22,5   | 0 à 14 ans   | 17,1   |

| Hommes | Classe d’âge | Femmes |
| ------ | ------------ | ------ |
| 0,5    | 90 ans ou +  | 1,6    |
| 8,2    | 75 à 89 ans  | 11,8   |
| 15,2   | 60 à 74 ans  | 15,8   |
| 22,3   | 45 à 59 ans  | 21,5   |
| 20,0   | 30 à 44 ans  | 19,2   |
| 16,7   | 15 à 29 ans  | 14,7   |
| 17,1   | 0 à 14 ans   | 15,4   |

### Enseignement
Plaizac n'a pas d'école. Les écoles et collège sont à Rouillac.

## Économie

### Agriculture
La viticulture occupe une partie importante de l'activité agricole. La commune est classée dans les Fins Bois, dans la zone d'appellation d'origine contrôlée du cognac.

## Culture locale et patrimoine

### Lieux et monuments
L'église paroissiale Saint-Hippolyte (ou Saint-Martin ?), des XIIe et XIVe siècles, a été donnée à l'abbaye Saint-Cybard d'Angoulême vers 1206. Elle date en grande partie du dernier tiers du XIIe siècle. Elle est remarquable; c'est un monument du style de transition, ou roman tertiaire. La façade est ornée d'un portail à quatre archivoltes, richement ornées de dessins géométriques. La corniche qui domine cette belle porte n'est elle-même qu'un cordon de dents de scie. Cette ornementation, presque exclusivement géométrique, est particulière au pays et on la rencontre dans de nombreuses églises de la même époque. Elle est inscrite aux monuments historiques depuis le 16 décembre 1987.
Sa cloche en bronze datant de 1623 possède une gravure « Cloche bénite en 1623 par FRANÇOIS RAGLEAU CURE DE LA PAROISSE. PARAIN, JEAN SAISY SIEUR DU COLOMBIER ». Elle est classée monument historique au titre objet depuis 1944.

Église Saint-Hippolyte
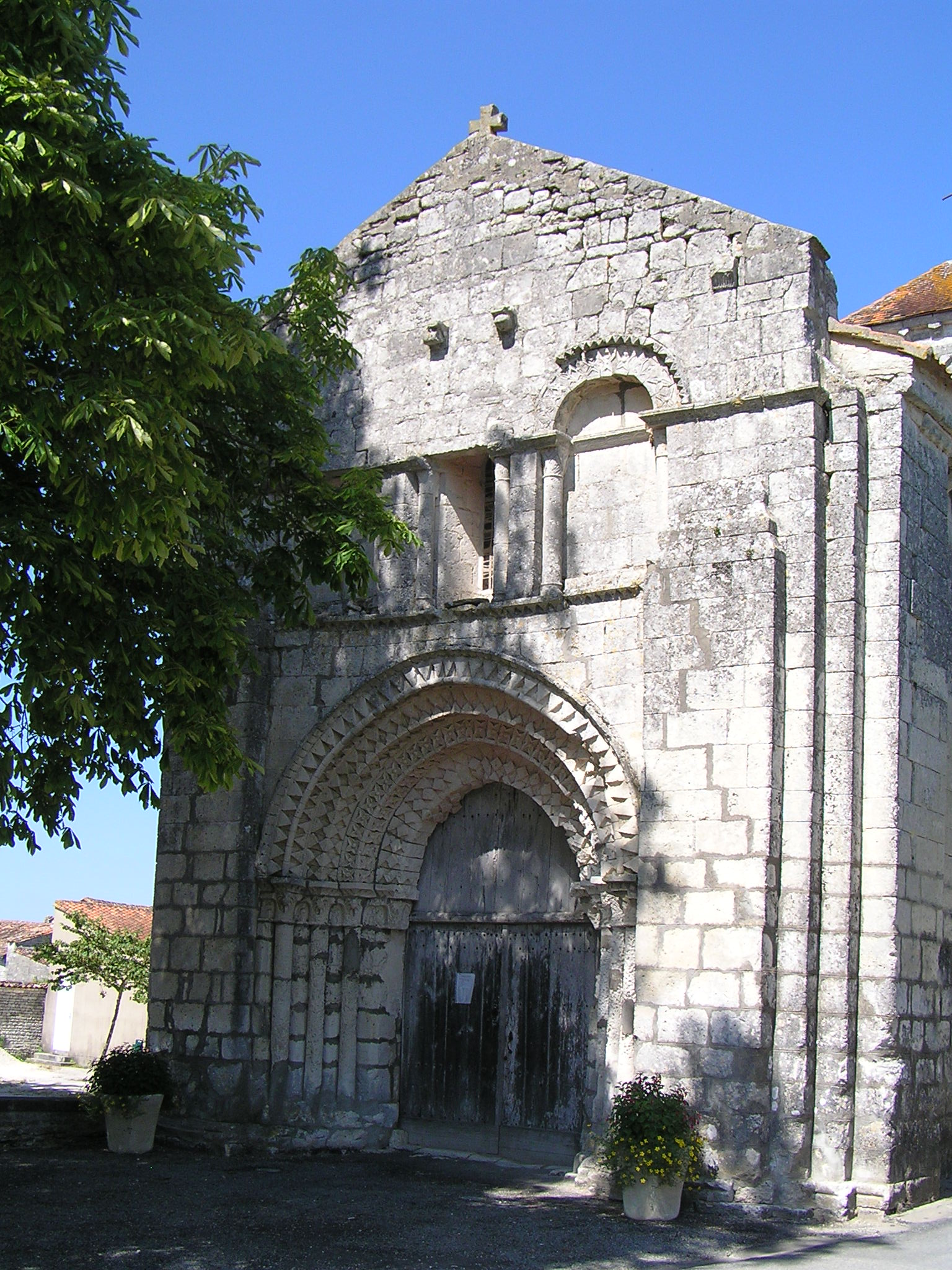
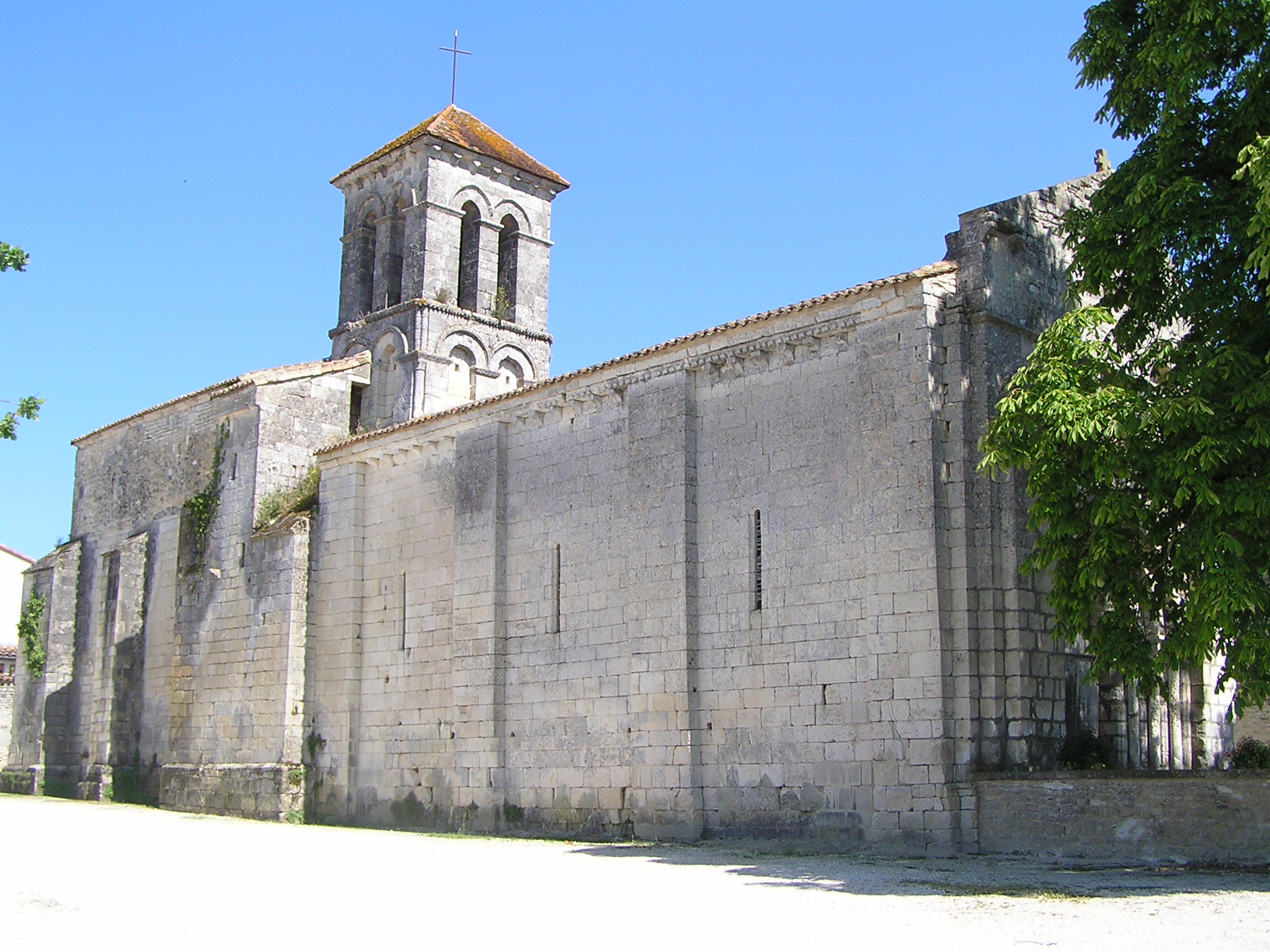
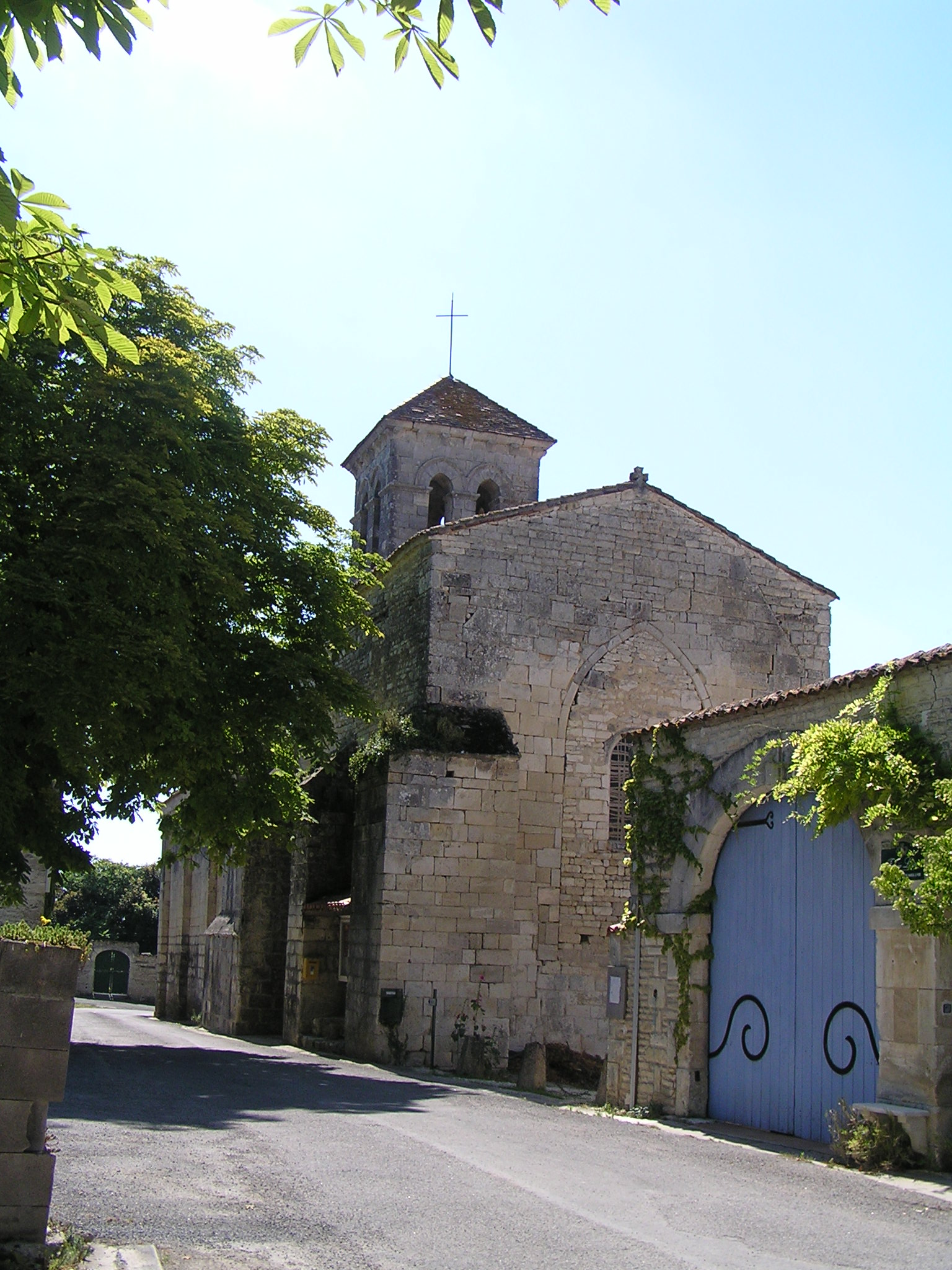
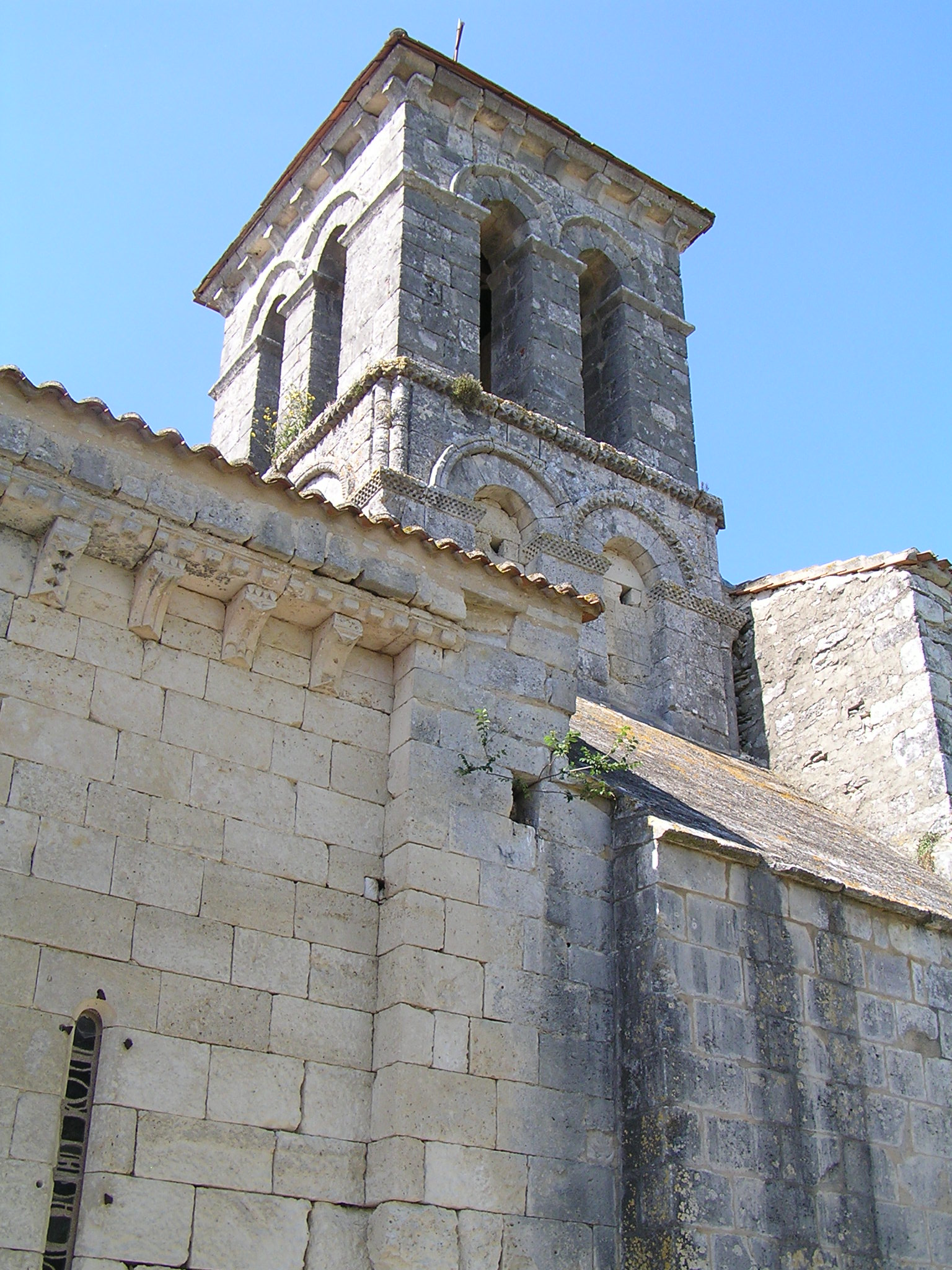